# Acarospora rhabarbarina
Acarospora rhabarbarina är en lavart som beskrevs av Hue. Acarospora rhabarbarina ingår i släktet Acarospora och familjen Acarosporaceae.   Inga underarter finns listade i Catalogue of Life.